# Пер Карл Ялмар Дусен
Пер Карл Ялмар Дусен (швед. Per Karl Hjalmar Dusén; 1855 — 1926) — шведський ботанік, інженер-будівельник та дослідник. Як ботанік він цікавився птеридологією, бріологією та палеоботанікою. Він провів ботанічні експедиції до Африки, Гренландії та Південної Америки. Під час своїх експедицій до Гренландії на острів Діско він займався каталогізацією різноманітних квіткових рослин, хвощів та папоротей.
У 1890—1892 роках Дусен зібрав колекцію скам'янілих листків (близько 560 екземплярів), збережених у базальті, в околицях вулкану Камерун на західному узбережжі Камеруну. Пізніше ці викопні рештки вивчали німецький палеоботанік Пауль Юліус Менцель (1864—1927). Колекція скам'янілостей Дусена зберігається у Нью-Йоркському ботанічному саду.

## Ботанічніепоніми
На його честь було названо більше як 200 видів, серед них:
- (Acanthaceae) Acanthus dusenii C.B.Clarke
- (Acanthaceae) Justicia dusenii (Lindau) Wassh. & L.B.Sm. in Reitz
- (Anacardiaceae) Trichoscypha dusenii Engl.
- (Annonaceae) Guatteria dusenii R.E.Fr.
- (Apiaceae) Azorella dusenii H.Wolff
- (Apiaceae) Centella dusenii Nannf.
- (Apiaceae) Trachymene dusenii (Domin) B.L.Burtt
- (Aspleniaceae) Asplenium dusenii Luerss.

## Окремі наукові праці
- New and Some Little Known Mosses from the West Coast of Africa (Vetenskapsakademiens Handlingar 28., 1895, 1896)
- Die Gefässpflanzen der Magellansländer («Svenska expeditionen till Magellansländerna», 1900)
- Die Pflanzenvereine der Magellansländer (ibid., 1905)
- Zur Kenntnis der Gefässpflanzen des südlichen Patagoniens (Vetenskapsakademiens öfversigt 1901)
- The Vegetation of Western Patagonia («Reports of the Princeton University Expedition», 8, 1903)
- Beiträge zur Bryologie der Magellansländer, von Westpatagonien und Südchile, 1-5 («Arkiv för botanik», 1903, 1905, 1906)
- Sulla la flore de la Serra do Itatiaya au Brasil («Archivos do Museu Nacional do Rio de Janeiro». 13, 1903)
- Zur Kenntnis der Gefässpflanzen Ost-Grönlands och Beiträge zur Laubmoosflora Ost-Grönlands und der Insel Jan Mayen (Vetenskapsakademiens bihang 27: 3, 1901)